# Prevent defense
La prevent defense, in Italia difesa prevent o, più semplicemente, prevent, è una tattica del football americano utilizzata per contrastare le azioni avversarie di attacco, quando una squadra è in vantaggio e se si è prossimi al termine del primo o del secondo tempo.

## Utilizzo
Una squadra in difesa attua la prevent se è in vantaggio sull'avversario e se mancano non più di un paio di minuti al termine del primo tempo o della gara. Normalmente le azioni difensive tentano di arrestrare l'avanzare dell'avversario anche di poche yard per volta ma, qualora si sia in vantaggio e il tempo sia prossimo a scadere, ci si concentrerà solo sulla necessità di far perdere tempo all'avversario, impedendo al portatore di palla di uscire dal campo o al quarterback di effettuare lanci eccessivamente lunghi.
A seconda dei punti di vantaggio sull'avversario, la difesa si concentrerà:
- sull'impedire all'attacco di raggiungere il touchdown (se il vantaggio è inferiore ai sette punti)
- sull'impedire all'attacco di raggiungere la linea delle 35 yard e tentare da lì un field goal (se il vantaggio è inferiore ai tre punti);[2]
- sul concedere all'avversario un touchdown ma costringendo l'attacco a consumare tutto il tempo di gioco residuo (se il vantaggio è superiore ai sette punti.

La difesa prevent si può sintetizzare con: "tenere la palla in gioco, placcare e tenere d'occhio i secondi che scorrono".

## Schieramento
L'obiettivo è quello di allargare la copertura evitando il completamento di lanci lunghi, superiori alle 10 yard. Non sarà necessario coprire contro corse centrali o dare troppa pressione al quarterback cercando a tutti i costi un sack: basterà semplicemente mettere sotto pressione il quarterback per non dare il tempo ai ricevitori di percorrere traiettorie troppo lunghe. Le coperture difensive vengono modificate per evitare in primo luogo che i ricevitori sorpassino i defensive backs più arretrati e si mettano nelle condizioni di ricevere un lungo passaggio con il rischio di un touchdown rapido, e in secondo luogo per evitare che il portatore di palla esca dal campo e interrompa così il tempo di gioco.
La formazione difensiva tipica schirata per attuare la prevent prevede:
- tre giocatori della defensive line che mettono pressione al quarterback;
- due cornerbacks e un safety  giocano arretrati dividendosi la copertura a zona del campo;
- i restanti cinque giocatori di difesa, scelti tra linebackers o defensive backs si schierano larghi dietro la linea difensiva, coprendo a zona il campo, con maggiore attenzione alle linee laterali, impedendo al portatore di palla di uscire dal campo.

## Successo
Seppure può sembrare che la difesa prevent conceda molto terreno agli avversari, la sua riuscita porta la squadra alla vittoria. Tre sono i segnali che la difesa prevent sta riuscendo nell'intento:
- l'attacco perde molto tempo negli huddles tentando di coordinarsi;
- l'attacco si schiera senza huddle, chiamando le azioni pochi istanti prima dello snap (i cosiddetti audibles);
- l'attacco consuma tutti i suoi time out rimasti.

## Svantaggi
La difesa prevent non tenta di arginare il guadagno di terreno da parte dell'attacco, quindi è necessario attuarla con accortezza, gestendo con precisione il tempo rimasto per non consentire all'avversario di approssimarsi all'end zone con molti secondi al termine del secondo o dell'ultimo quarto di gioco. In sostanza, attuare la prevent provoca un peggioramento delle statistiche della difesa ma porta alla vittoria.
Una delle maggiori critiche mosse a questa tattica difensiva è quella di non essere lungimirante e di permettere all'attacco avversario, qualora particolarmente ferrato nel gioco aereo, di rimontare facilmente e con rapidità, vanificando il vantaggio acquisito. A sostegno di questa posizione viene portato come esempio la partita della stagione National Football League 1992 svoltasi il 3 gennaio 1993, Houston Oilers contro Buffalo Bills, nella quale la squadra di Houston, in vantaggio di 32 punti sugli avversari, pone in campo la prevent defense ma permette alla compagine di Buffalo di segnare ripetutamente e di vincere ai tempi supplementari per 41 a 38.